# Spirits (album Albert Ayler)
Spirits, conosciuto anche con il titolo Witches and Devils, è un album discografico del sassofonista jazz Albert Ayler, registrato a New York City nel 1964, e pubblicato in Danimarca nel 1966 dall'etichetta Debut Records.

## Tracce
Musiche di Albert Ayler.
1. Spirits – 6:35
2. Witches and Devils – 11:55
3. Holy, Holy – 11:00
4. Saints – 6:05

## Formazione
- Albert Ayler - sax tenore
- Norman Howard - tromba
- Henry Grimes (tracce 1, 2 & 4), Earle Henderson (tracce 2 & 3) - contrabbasso
- Sonny Murray - batteria